# Jan Koning
Jan Koning (Oldemarkt, 11 mei 1826 - Zutphen, 4 maart 1905) was een Nederlandse burgemeester en rechter.

## Leven en werk
Koning was een zoon van koopman Klaas Koning (1791-1878) en Catharina Dumon (1807-1892). Zijn vader en grootvader Willem Dumon waren burgemeesters in Oldemarkt. Koning studeerde rechten.
In 1856 volgde hij zijn vader op als burgemeester. In 1865 werd hij benoemd tot rechter bij de arrondissementsrechtbank in Heerenveen. Hij werd als burgemeester opgevolgd door George Anthonie Clifford. Koning overleed in 1905 in Zutphen.